# Taconite (Minnesota)
Taconite es una ciudad ubicada en el condado de Itasca en el estado estadounidense de Minnesota. En el Censo de 2010 tenía una población de 360 habitantes y una densidad poblacional de 6,74 personas por km².

## Geografía
Taconite se encuentra ubicada en las coordenadas 47°19′49″N 93°21′40″O / 47.33028, -93.36111. Según la Oficina del Censo de los Estados Unidos, Taconite tiene una superficie total de 53.4 km², de la cual 51.57 km² corresponden a tierra firme y (3.42%) 1.83 km² es agua.

## Demografía
Según el censo de 2010, había 360 personas residiendo en Taconite. La densidad de población era de 6,74 hab./km². De los 360 habitantes, Taconite estaba compuesto por el 90.83% blancos, el 1.11% eran afroamericanos, el 1.94% eran amerindios, el 0% eran asiáticos, el 0.83% eran isleños del Pacífico, el 0.28% eran de otras razas y el 5% pertenecían a dos o más razas. Del total de la población el 1.11% eran hispanos o latinos de cualquier raza.